# هایتوگی (آلاباما)
هایتوگی (به انگلیسی: Hightogy) یک منطقهٔ مسکونی در ایالات متحده آمریکا است که در آلاباما واقع شده‌است. هایتوگی ۱۴۵٫۰۹ متر بالاتر از سطح دریا قرار دارد.